# 伊日·斯梅伊卡尔
伊日·斯梅伊卡尔（捷克語：Jiří Smejkal，1996年11月5日—），捷克男子冰球运动员。他曾代表捷克国家队参加2022年冬季奥林匹克运动会男子冰球比赛，结果队伍获得第九名。